# Ex voto

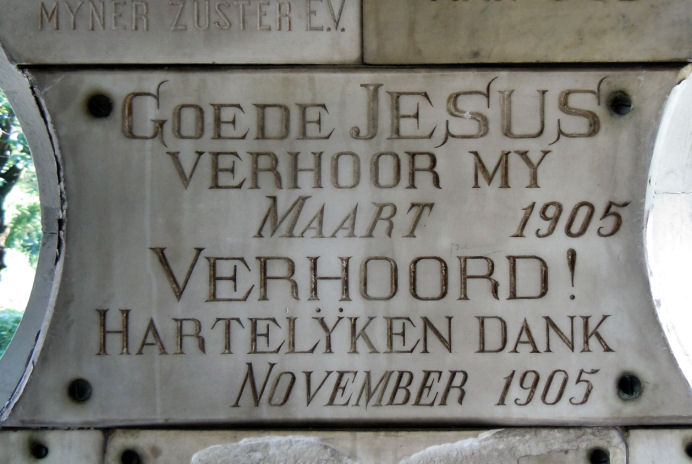
Ex voto in de vorm van marmeren tegeltje, Antwerpen

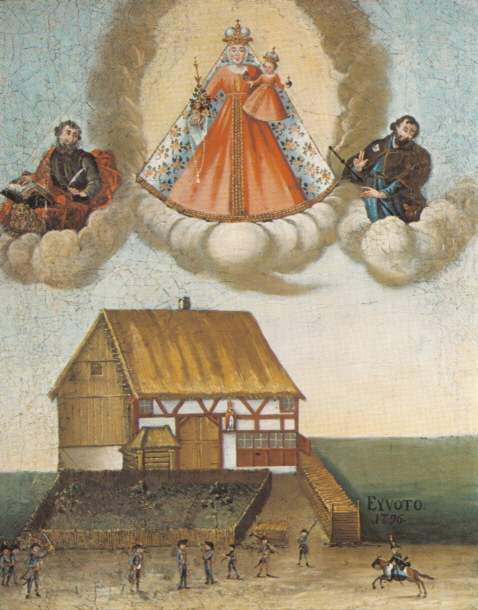
Een ex voto uit 1796 in de vorm van een schilderij (Liebfrauenkapelle, Taiserdorf, Owingen, Bodenseekreis)

Een ex voto (Latijn: krachtens een gelofte), beloftegeschenk, beloftegift, wijgeschenk of votiefgeschenk is een voorwerp geplaatst bij een altaar of een heiligenbeeld in een bedevaartsoord, een kerk of een ander gewijd oord als smeekbede of dank aan God of een heilige voor een te verkrijgen dan wel verkregen gunst. Votiefgaven uit de klassieke oudheid zijn anathemata.
Het voorwerp in kwestie is niet noodzakelijkerwijs kostbaar en heeft vaak een uitdrukkelijk verband met de aard van de verkregen gunst:
- een genezen kreupele offert bijvoorbeeld zijn nutteloos geworden krukken;
- een morfologisch ex voto heeft de vorm van het lichaamsdeel waarvoor genezing werd verkregen (bijvoorbeeld een vrouw die na een lange periode van onvruchtbaarheid zwanger werd, offert een wassen of gipsen afbeelding van een baby);
- een scheepsmodel kan een ex voto zijn van een schippersgilde.

Ook geëmailleerde tegeltjes (epigrafische ex voto's) komen veel voor, soms hele wanden vol, gewoonlijk voorzien van een dankbetuiging, waarbij eventueel ook de verkregen gunst wordt genoemd. Op de ex voto staat dan soms de afkorting P.G.R. die voor pro gratia recepta (voor de ontvangen gunst) staat.
Het gebruik van ex voto's is in vele godsdiensten bekend en wordt meer algemeen met de term votiefgave aangeduid.
Na de voltooiing van de Basiliek van Onze-Lieve-Vrouw van het Heilig Hart te Sittard in 1877 zijn in de drie daarop volgende jaren meer dan 1400 ex voto's geschonken. De dankbaarheid voor vermeende gebedsverhoringen van vele pelgrims kreeg gestalte in de ontelbare dankbetuigingen aan Maria in de decoraties van muren en pilaren. De achterwand van de kerk bestaat uit honderden geglazuurde ex voto-tegels. 